# 银斑蛛
银斑蛛（学名：Argyrodes argyrodes）为球蛛科的银斑蛛属的动物。分布于地中海至西非以及中国大陆的等地。